# Lucius Neratius Proculus
Lucius Neratius Proculus (fl. 144-148) était un homme politique de l'Empire romain.

## Biographie
Fils de Gaius Neratius Proculus et petit-fils paternel de Lucius Neratius Priscus de sa femme Titia Quartilla. Il appartient à l'importante famille des Neratii, originaires de Saepinum dans le Samnium, connus dès le Ier siècle et plusieurs fois liés aux dynasties impériales.
Il fut préfet du trésor de Saturn et consul suffect I en 144 et consul suffect II en 148.
Il marié avec Eggia Marulla, fille de Lucius Eggius Cornelius Ambibulus Pomponius Longinus Cassianus, et eut Lucius Neratius Priscus.